# Cäcilie Fröhlich
Cäcilie Fröhlich (* 21. November 1900 in Köln; † 9. November 1992 in Forest Grove, Oregon) war eine deutsche Elektroingenieurin und Mathematikerin. Sie musste 1937 als Jüdin aus Deutschland emigrieren und fand in den USA einen neuen Lebensanfang und eine Anstellung als Hochschuldozentin für Elektrotechnik.

## Lebenslauf
Cäcilie Fröhlich wurde 1900 in eine jüdische Familie geboren. Ihr Vater war Zivilingenieur. 1919 machte sie ihr Abitur und studierte dann ab Sommersemester 1920 an den Universitäten von Berlin, Köln und Bonn. In Bonn promovierte sie 1925 in Mathematik bei Hans Beck (1876–1942) zum Thema Die konformen Transformationen im dreidimensionalen Raum und legte das Lehramtsstaatsexamen in Mathematik und Physik ab. 
Sie unterrichtete für kurze Zeit (1925/26) an einer höheren Mädchenschule in Wiesdorf. Finanziell unterstützt von ihrem Vater, übernahm sie Forschungsarbeiten für Unternehmen und gab bei der Gesellschaft für Technisch-Wissenschaftliche Fortbildung und der Arbeitsgemeinschaft Deutscher Betriebsingenieure in Köln Kurse in Mathematik.
Zum Jahresbeginn 1929 trat sie in die AEG-Maschinenfabrik in Berlin-Wedding (Brunnenstraße) ein und arbeitete dort als wissenschaftlich-technische Assistentin. Im Mai 1933 wurde sie Beraterin des Vorstandes. Infolge der Rassenverfolgungen durch die Nationalsozialisten musste Cäcilie Fröhlich das Unternehmen verlassen, aus diesem Anlass bescheinigten ihr die Vorgesetzten neben vielseitigen mathematischen Kenntnissen eine tiefe Einsicht in technische Probleme. Ihre Ideen waren unter anderem auch in Patente eingeflossen. Schließlich verließ sie 1937 Deutschland und war zunächst in Belgien bei ACEC, einem der größten elektrotechnischen Unternehmen, tätig. Im Januar 1941 flüchtete sie weiter über Frankreich und Portugal in die USA. Dort durfte sie keine Arbeitsstelle in der Industrie annehmen, deswegen begann sie am Department of Electrical Engineering des City College of New York zu arbeiten, zunächst als Dozentin, dann als Assistant Professor und als Associate Professor und schließlich, ab 1950 als ordentliche Professorin. Sie war die erste (weibliche) Lehrstuhlinhaberin an dieser Institution. Von 1953 bis 1957 war sie Vorsitzende des Departments.
Im Rahmen ihrer Tätigkeit hatte sie sich mit einem breiten Themenspektrum auf dem Gebiet der Elektrotechnik und Mechanik beschäftigt: Foucault-Ströme, Schaltvorgänge, Gleichrichter, mechanische Schwingungen, Kreiselvorgänge u. a. 1932 hatte sie eine Arbeit zur mathematischen Modellierung und Berechnung von Wirbelstromverlusten in Pressplatten und Abstützringen elektrischer Maschinen veröffentlicht, die international Beachtung fand.
Fröhlich hielt engen Kontakt zur Industrie. Sie war von 1950 bis 1952 Beraterin der Federal Telecommunication Labs in Nutley, New Jersey. Nach ihrer Pensionierung übernahm sie 1965 den Vorsitz des mathematischen Departments der Pacific University in Forest Grove, Oregon. Diese Position hatte sie bis 1969 inne.

## Ehrungen
Im Berliner Ortsteil Marzahn erhielt im Februar 2015 eine Straße in einem völlig neuen Gewerbegebiet (Clean-Tech-Businesspark) den Namen Cäcilie-Fröhlich-Straße. Der Gemeinderat der Stadt Karlsruhe benannte 2023 nach ihr die Cäcilie-Fröhlich-Straße in Rintheim.

## Schriften
- Cäcilie Fröhlich: Die konformen Transformationen im dreidimensionalen Raum. Dissertation. Universität Bonn, Druck Greifswald, 1925.[2]

- Cäcilie Fröhlich: Wirbelstromverluste in massiven schmiedeeisernen Platten und Ringen. Archiv für Elektrotechnik 26 (5) 1932. S. 321–329. doi:10.1007/BF01655792